# 石龙镇 (京山市)
石龙镇，是中华人民共和国湖北省荆门市京山市下辖的一个乡镇级行政单位。

## 行政区划
石龙镇下辖以下地区：
丰谷街社区、兰音村、田音村、仙女村、长岭村、倒灌溪村、罗家桥村、张湾村、黄湾村、义和村、陈湾村、联合村、柳门口村、杜湾村、熊家坡村、何家垱村、王家集村、东湖村、五姊山村、石龙村、梭墩村、三同村和蒲圻村。